# Ракамец (Муреш)
Ракамец (рум. Racameț) насеље је у Румунији у округу Муреш у општини Јернут. Oпштина се налази на надморској висини од 434 m.

## Становништво
Према подацима из 2002. године у насељу је живело 26 становника, од којих су сви румунске националности.